# Cyrtodactylus muluensis
Cyrtodactylus muluensis — вид ящірок з родини геконових (Gekkonidae). Описаний у 2019 році.

## Назва
Видовий епітет miriensis посилається на національний парк Гунунг-Мулу, де виявлені типові зразки виду.

## Поширення
Ендемік Малайзії. Поширений у штаті Саравак на півночі Калімантану.